# Közönséges halpióca
A közönséges halpióca (Piscicola geometra) a nyeregképzők (Clitellata) osztályának ormányos nadályok (Rhynchobdellida) rendjébe, ezen belül a halpiócafélék (Piscicolidae) családjába tartozó faj.

## Előfordulása
A közönséges halpióca egész Európában gyakori.

## Megjelenése
A közönséges halpióca igen karcsú, 10 centiméter hosszúra megnövő piócafaj. Testének keresztmetszete kör alakú. Tapadókorongjai jóval szélesebbek, mint a környező testrész. Színe világoszöld vagy sárgás, fekete vagy barna foltokkal kontrasztosan tarkított. A hátsó tapadókorong sugarasan sötét csíkos. Négy hosszúkás szeme felül, az elülső tapadókorongon ferdén, négyzet alakba rendeződött.

## Életmódja
Ez a halpiócafaj a dús növényzetű patakok, folyók és tavak lakója. Elviseli a nagyobb sótartalmú vizeket is, ezért a folyamok félsós vizében is megtalálták már. A közönséges halpióca különböző halfajok (szélhajtó küsz, csuka, sügér stb.) vérét szívja. Naphosszat ferdén előremeredő testtel pihen a vízinövényeken. Ha egy arra úszó hal a közelébe ér, azonnal rátapad, és néhány napig vagy hétig rajta marad. Élénk mozgású állat.

## Szaporodása
A közönséges halpióca petéit 1-1,5 milliméter hosszú kokonokban vízinövényekre helyezi.